# Карасьов Вадим Юрійович
Вади́м Ю́рійович Карасьо́в (нар. 18 травня 1956, Коростишів, Житомирська область) — український проросійський політолог, політтехнолог і аналітик, директор приватного підприємства «Інститут глобальних стратегій». Один з лідерів партії «Єдиний центр».
Спеціалізація — міжнародні відносини, електоральна політика, інституціональний дизайн.

## Біографія
Закінчив Харківський державний університет за фахом політична економія, потім — аспірантуру.
У 1986—1996 викладав у цьому навчальному закладі політекономію та політологію.
З 1996 року — перший заступник керівника Харківського філіалу Національного інституту стратегічних досліджень.
З 2003 року — директор Інституту глобальних стратегій. Як політтехнолог брав участь у виборчих кампаніях 1994–2010 років.

## Політична діяльність
На парламентських виборах-2006 безпартійний експерт-політолог здійснив спробу пройти у депутати парламенту під другим номером списку партії «Віче», але здолати 3-х відсотковий бар'єр партія не змогла. 
У 2008–2009 роках — радник Голови Секретаріату Президента України.
У липні 2010 року приєднався до партії «Єдиний центр», а в серпні 2010 став одним з її лідерів.

## Цікаві факти
У молодості був музикантом вокально-інструментального ансамблю, грав на ударній установці (барабанах).
Активний учасник політичних ток-шоу на телебаченні, зокрема відомого ток-шоу «Шустер LIVE» на Першому Національному. Часто відвідує Росію[джерело?], гість політичних ток-шоу на російському телебаченні. У 2021 році заперечував, що на сході йде війна та називав бойові дії «невирішеним конфліктом». У 2023 році почав просувати ідею «замороження конфлікту», а також звинувачує у війні не російську сторону, а виключно українську владу.
Працював ведучим програми «Чорний лебідь» на телеканалі NewsОne.
Наразі, з початку вторгнення російської орди 24 лютого 2022 в Україну, проявив свої проросійські погляди і на російських он-лайн платформах веде антиукраїнську діяльність.